# Brachyhesma minya
Brachyhesma minya là một loài Hymenoptera trong họ Colletidae. Loài này được Exley mô tả khoa học năm 1975.